# 赫拉尼夫卡
50°14′59″N 25°31′18″E / 50.24972°N 25.52167°E
赫拉尼夫卡（羅馬化：Hranivka）是烏克蘭西北部的村莊，隸屬里夫內州的杜布諾區。該村始建於1488年，面積6.7平方公里，海拔高度220米，2001年人口496，人口密度每平方公里73.9人。